# Chondrorhyncha anatona
Chondrorhyncha anatona là một loài thực vật có hoa trong họ Lan. Loài này được (Dressler) Senghas mô tả khoa học đầu tiên năm 1990.